# Tour de Picardie (1953-1965)
Le Tour de Picardie est une ancienne course cycliste par étapes française disputée en Picardie. Créé en 1953, il succédait au Grand Prix du Courrier picard, couru de 1946 à 1952. Sa dernière édition a été disputée en 1965.
Depuis 2001, l'ancien Tour de l'Oise porte le nom de Tour de Picardie.

## Palmarès
| Année | Vainqueur          | Deuxième                 | Troisième           |
| ----- | ------------------ | ------------------------ | ------------------- |
| 1953  | Louis Caput        | Roger Hassenforder       | Gilbert Scodeller   |
| 1954  | André Darrigade    | Pierre Gaudot            | Attilio Redolfi     |
| 1955  | Roger Hassenforder | Jacques Schoubben        | Georges Meunier     |
| 1956  | Gilbert Scodeller  | Jacques Schoubben        | Jean-Marie Cieleska |
| 1957  | Serge Blusson      | Norbert Kerckhove        | Raymond Impanis     |
| 1958  | Frans Schoubben    | Seamus Elliott           | Pierre Everaert     |
| 1959  | Frans Schoubben    | Pierre Machiels          | Raymond Plaza       |
| 1960  | Raymond Elena      | René Grossier            | Jean Le Lan         |
| 1961  | Michel Stolker     | Albertus Geldermans      | Frans Schoubben     |
| 1962  | Willy Bocklant     | Mies Stolker             | Piet Rentmeester    |
| 1963  | Bas Maliepaard     | Walter Boucquet          | François Hamon      |
| 1964  | Cees Lute          | Bernard Van De Kerckhove | André Foucher       |
| 1965  | Jean Stablinski    | Georges Van Coningsloo   | Jean Graczyk        |